# Culex alorensis
Culex alorensis är en tvåvingeart som beskrevs av Sirivanakarn 1977. Culex alorensis ingår i släktet Culex och familjen stickmyggor. Inga underarter finns listade i Catalogue of Life.